# Nephelomyias ochraceiventris
El mosquero pechiocre (Nephelomyias ochraceiventris), también denominado mosqueta de pecho ocre o mosquerito de pecho ocráceo (en Perú) es una especie de ave paseriforme de la familia Tyrannidae perteneciente al género Nephelomyias. Habita en regiones andinas del centro oeste de América del Sur.

## Distribución y hábitat
Se distribuye por la ladera oriental de la cordillera de los Andes desde el norte de Perú (cordillera Colán, en Amazonas, al sur y este del río Marañón) hacia el sur hasta el noroeste de Bolivia (La Paz).
Esta especie es considerada poco común en sus hábitat naturales: el dosel y los bordes de selvas y bosques montanos de altitud, principalmente entre los 2500 y los 3400 m, es más numeroso próximo al límite del bosque.

## Sistemática

### Descripción original
La especie N. ochraceiventris fue descrita por primera vez por el ornitólogo alemán Jean Cabanis en 1873 bajo el nombre científico Mitrephorus ochraceiventris; su localidad tipo es: « Maraynioc, Junín, Perú».

### Etimología
El nombre genérico femenino «Nephelomyias» se compone de las palabras del griego «nephelē» que significa ‘nube’, y «muia, muias» que significa ‘mosca’; en referencia al bosque nuboso, hábitat de los atrapamoscas del género; y el nombre de la especie «ochraceiventris» se compone de las palabras del latín «ochraceus» que significa ‘ocráceo’ y «venter, ventris» que significa ‘vientre’.

### Taxonomía
Ohlson et al. (2009) presentaron datos genético-moleculares demostrando que el género Myiophobus era polifilético y como consecuencia las especies entonces denominadas Myiophobus pulcher, M. lintoni y M. ochraceiventris fueron transferidas a un nuevo género Nephelomyias, lo que fue reconocido mediante la aprobación de la Propuesta N° 425 al Comité de Clasificación de Sudamérica (SACC) (SACC).
Es monotípica.